# Drewlanka
Drewlanka (ukr. Древлянка) – przystanek kolejowy w miejscowości Korosteń, w rejonie korosteńskim, w obwodzie żytomierskim, na Ukrainie. Położony jest na linii Kijów – Korosteń – Kowel.